# Centralny Zarząd Przemysłu Kablowego
Centralny Zarząd Przemysłu Kablowego – istniejąca w latach 1951–1958 z siedzibą w Warszawie centralna struktura zrzeszająca przedsiębiorstwa produkcyjne kabli i przewodów elektrycznych.

## Historia
W sierpniu 1945 roku utworzono Centralny Zarząd Przemysłu Elektrotechnicznego, podległy bezpośrednio Ministerstwu Przemysłu, nadzorujący siedem branżowych zjednoczeń przemysłowych, m.in. Zjednoczenie Przemysłu Kabli i Przewodów w Katowicach. 1 stycznia 1949 nastąpiła reorganizacja: w miejsce zjednoczeń utworzono 4 dyrekcje branżowe, zajmujące się wyłącznie sprawami produkcyjnymi zakładów. Przemysł kablowy został w sposób sztuczny połączony z przemysłem akumulatorowym i ogniwowym. W listopadzie 1945 powstała Centrala Handlowa Przemysłu Elektrotechnicznego, a w 1948 Biuro Sprzedaży Kabli i Przewodów w Katowicach.
W styczniu 1951 w miejsce Centralnego Zarządu Przemysłu Elektrotechnicznego, posiadającego 4 wydziały branżowe, powołano 4 Centralne Zarządy Elektrotechniczne, wśród nich Centralny Zarząd Przemysłu Kablowego z siedzibą w Warszawie.
Zarząd stanowił część Ministerstwa Przemysłu, przejmując całość zarządzania zakładami. Dyrektorem Centralnego Zarządu Przemysłu Kablowego został Emil Walentek (1951–1953) i Stanisław Cichowski (1953–1958), a dyrektorem technicznym Bolesław Kolasiński (1951–1952), Tadeusz Moskalewski (1952–1956) i Jerzy Unrug (1956–1958). W 1958 Centralny Zarząd Przemysłu Kablowego przekształcono w Zjednoczenie Przemysłu Kabli i Sprzętu Elektrotechnicznego.